# Unité urbaine de Joué-l'Abbé
L'unité urbaine de Joué-l'Abbé est une unité urbaine française qui fait partie du département de la Sarthe et de la région Pays de la Loire.

## Données globales
En 2010, selon l'Insee, l'unité urbaine de Joué-l'Abbé est composée de deux communes, toutes les deux situées dans le département de la Sarthe, plus précisément dans l'arrondissement du Mans.
Dans le nouveau zonage de 2020, le périmètre est identique.

## Composition de l'unité urbaine en 2020
Elle est composée des deux communes suivantes :
| Nom                        | Code Insee | Département | Statut       | Superficie (km2) | Population (dernière pop. légale) | Densité (hab./km2) | Modifier                                    |
| -------------------------- | ---------- | ----------- | ------------ | ---------------- | --------------------------------- | ------------------ | ------------------------------------------- |
| Joué-l'Abbé (ville-centre) | 72150      | Sarthe      | ville-centre | 10,39            | 1 275 (2022)                      | 123                | modifier les données · modifier les données |
| La Guierche                | 72147      | Sarthe      | banlieue     | 7,88             | 1 285 (2022)                      | 163                | modifier les données · modifier les données |

## Évolution démographique
| 1968 | 1975 | 1982  | 1990  | 1999  | 2008  | 2013  | 2018  |
| ---- | ---- | ----- | ----- | ----- | ----- | ----- | ----- |
| 943  | 993  | 1 374 | 1 659 | 1 924 | 2 324 | 2 374 | 2 402 |

## Pour approfondir